# Rolando Bacigalupo
Justo Rolando Bacigalupo Madueño (Lima, 7 agosto 1914 – Miraflores, 12 ottobre 1989) è stato un cestista peruviano.

## Carriera
Con il Perù ha preso parte alle Olimpiadi del 1936, disputando una partita.